# Metopoceras purpurariae
Metopoceras purpurariae är en fjärilsart som beskrevs av Rudolf Pinker 1974. Metopoceras purpurariae ingår i släktet Metopoceras och familjen nattflyn. Inga underarter finns listade i Catalogue of Life.